# Irã nos Jogos Paralímpicos de Verão de 2004
Irã participou dos Jogos Paralímpicos de Verão de 2004, que foram realizados na cidade de Atenas, na Grécia, entre os dias 17 e 28 de setembro de 2004.

## Atletas
| Esporte                         | Masculino | Feminino | Total |
| ------------------------------- | --------- | -------- | ----- |
| Tiro com arco                   | 3         |          | 3     |
| Atletismo                       | 25        | 3        | 28    |
| Ciclismo                        | 1         |          | 1     |
| Futebol de 7                    | 11        |          | 11    |
| Judô                            | 4         |          | 4     |
| Halterofilismo                  | 8         |          | 8     |
| Tiro                            | 6         | 3        | 9     |
| Tênis de mesa                   | 3         |          | 3     |
| Voleibol                        | 10        |          | 10    |
| Basquetebol em cadeira de rodas | 12        |          | 12    |
| Total                           | 83        | 6        | 89    |

## Sumário de medalhas

### Quadro de medalhas
| Esporte              | Ouro | Prata | Bronze | Total |
| Atletismo            | 4    | 2     | 9      | 15    |
| Judô                 |      |       | 1      | 1     |
| Levantamento de peso | 3    |       | 3      | 6     |
| Voleibol             |      | 1     |        | 1     |
| Total                | 7    | 3     | 13     | 23    |